# マルコム・ムーニー
マルコム・ムーニー（Malcolm Mooney、1944年 - ）は、アメリカ合衆国の歌手、詩人、アーティストであり、ドイツのクラウトロック・バンドであるカンのオリジナル・ボーカリストとして最もよく知られている。

## 略歴
ムーニーは高校から歌い始め、「Six-Fifths」として知られるアカペラ・ボーカル・グループのメンバーを務めた。ニューヨークで彫刻家として名声を得た後、ドイツに移り、バンドを結成していたイルミン・シュミットとホルガー・シューカイの友人となった。ムーニーはリード・ボーカリストとしてバンドに参加。バンドは当初「インナー・スペース (The Inner Space)」として知られていたが、ムーニーが「ザ・カン (The Can)」の名を思いつき、後にカンに短縮された。
最初は『Prepared To Meet Thy Pnoom』と題されたアルバムのマテリアルが録音されたが、リリースする意思のあるレコード会社はなかった。それは後の1981年に『ディレイ1968』としてリリースされている。カンのセカンド・アルバムが、1969年にリリースされた彼らのデビュー作『モンスター・ムーヴィー』となった。それはドイツのアンダーグラウンド・シーンにおいて成功を収めた。この期間にムーニーがバンドとともに録音した他のさまざまな楽曲は、コンピレーション・アルバムの『サウンドトラックス』と『アンリミテッド・エディション』に収録されている。ムーニーはバンドを脱退し、『モンスター・ムーヴィー』のレコーディング直後にアメリカへと戻っていった。精神科医から、カンの混沌とした音楽から離れることが、彼の精神衛生にとってより良いと言われたためである。アルバムのライナーノーツでは、ムーニーが神経衰弱に苦しみ、「上がってんの、下がってんの（upstairs, downstairs）」を繰り返し叫んでいたと主張している。
1986年、再びカンに参加して、1回限りの再結成アルバム『ライト・タイム』をレコーディングした。彼はまた、サンフランシスコ・ベイエリアのバンドであるテンス・プラネットで3枚のアルバムをリリースした。その1枚目には、『モンスター・ムーヴィー』の「Father Cannot Yell」の新バージョンが収録されている。2枚目のテンス・プラネットのアルバムでは、別のラインナップが導入され、アルバムはPヴァイン・レーベルから日本限定でリリースされた。Unfortunate Miracleレーベルは、その発売に先立ち、次のアルバムからの2つの初期ミックスを含む限定7インチ・ピクチャー・ディスク・シングルをリリースした。2002年、ムーニーは、アンディ・ヴォーテルのアルバム『All Ten Fingers』にて、同名のムーニーによる詩のバージョンによる「Salted Tangerines」で歌うよう招かれた。その後、テンス・プラネットは「Milviason Records」から『inCANtations』というタイトルのアルバムをリリースした。ムーニーは現在、自身のビジュアルアートの仕事に焦点を当てている。2007年、マシュー・ヒッグスがムーニーを招待し、ニューヨークの由緒あるホワイト・コラムに作品を展示した。
2013年、ムーニーは、ドラマーにしてソングライターで音楽プロデューサーのショーン・ヌーナンとのコラボレーションを開始し、ジャマラディーン・タクマ、アラム・バジャキアンと共に『Pavees Dance: There's Always the Night』をレコーディングした。このグループは、2014年6月にリリースされたCDと、その歌詞やムーニーのアートワークを含む書籍の発売に先立って、2014年2月にフランスのSons d'hiverフェスティバルにて演奏を行った。
2017年4月、ムーニーはロンドンのバービカン・センターに「The Can Project」のリード・シンガーとして出演した。それはイルミン・シュミットとの再会を果たしたコンサートで、ソニック・ユースのサーストン・ムーアとマイ・ブラッディ・ヴァレンタインのデビー・グッギが参加した。カンのドラマー、ヤキ・リーベツァイトは最近亡くなった。コンサートはさまざまなレビューを受け、特にムーニーのボーカルではサウンドの問題を抱えていた。

## ディスコグラフィ

### カン
- 『モンスター・ムーヴィー』 - Monster Movie (1969年)
- 『サウンドトラックス』 - Soundtracks (1970年)
- 『アンリミテッド・エディション』 - Unlimited Edition (1976年) ※1968年–1975年のレア音源集
- 『ディレイ1968』 - Delay 1968 (1981年) ※1968年–1969年の未発表曲集
- 『ライト・タイム』 - Rite Time (1989年)
- 『アンソロジー』 - Anthology (1993年) ※ベスト・アルバム
- 『ザ・ロスト・テープス』 - The Lost Tapes (2012年) ※1968年-1977年のスタジオ&ライブ未発表音源集
- 『ザ・シングルス』 - The Singles (2017年) ※シングル・コレクション

### テンス・プラネット
- 『マルコム・ムーニー・アンド・ザ・テンス・プラネット』 - Malcolm Mooney and the Tenth Planet (1998年)
- 『ヒステリカ』 - Hysterica (2006年)
- inCANtations (2011年)

### 参加アルバム
With アンディ・ヴォーテル
- All Ten Fingers (2002年)

With デイヴ・タイアック
- Rip Van Winkle (2003年)

With ショーン・ヌーナン
- Pavees Dance: There's Always the Night (2014年)
- Tan Man's Hat (2019年)

With ジェーン・ウィーヴァー
- Modern Kosmology (2017年)

## ビデオグラフィ
- Romantic Warriors IV: Krautrock (2019年)

## 引用作品
- Young, Rob; Schmidt, Irmin (2018). All Gates Open: The Story of Can. London: Faber and Faber. ISBN 978-0571311491